# Tatsuya Yamashita
Tatsuya Yamashita (født 7. november 1987) er en japansk fodboldspiller, som spiller for den japanske fodboldklub Cerezo Osaka.